# Grind (film 2003)
Grind è un film commedia del 2003, diretto dal regista Casey La Scala.

## Trama
Lo skater Eric Rivers e i suoi migliori amici, Dustin, un ambizioso workaholic, e lo scansafatiche Matt decidono di passare l'estate inseguendo il loro sogno di farsi notare nello skateboarding professionale mondiale. Fanno di tutto per farsi notare dalla leggenda dello skate Jimmy Wilson nella speranza che esso dia loro delle lezioni.
Mentre inseguono il tour nazionale intrapreso da Jimmy Wilson, Eric, Dustin e Matt conoscono il donnaiolo Sweet Lou e lo invitano ad unirsi alla loro squadra di skater. Insieme i quattro ragazzi percorreranno un viaggio da Chi-town a Santa Monica, nel corso del quale vivranno una serie di avventure.

## Colonna sonora
1. "Too Bad About Your Girl"- 2:56 (The Donnas)
2. "Boom"- 3:07 (P.O.D.)
3. "Get Busy" [Clap Your Hands Now Remix]- 4:19 (Sean Paul, Fatman Scoop & Crooklyn Clan)
4. "I'm Just a Kid"- 3:18 (Simple Plan)
5. "Smoke Two Joints"- 2:39 (Sublime)
6. "Seein' Red Unwritten Law
7. "Line & Sinker"- 3:39 (Billy Talent)
8. "No Letting Go"- 3:23 (Wayne Wonder)
9. "The Jump Off" [Remix]- 4:27 (Lil' Kim, Mobb Deep & Mr. Cheeks)
10. "Headstrong"- 4:06 (Trapt)
11. "Poetic Tragedy"- 3:32 (The Used)
12. "More Than a Friend"- 4:25 (All Too Much)
13. "Look What Happened"- 3:07 (Less Than Jake)
14. "99 Bottles"- 3:27 (SLR Whitestarr)
15. "Ay Dawg"- 3:06 (Jazze Pha)
16. "Fly from the Inside"- 3:55 (Shinedown)
17. "Fever for the flava"- 4:18 (Hot Action Cop)
18. "Stupid Little Fellow"- 3:28 (Peak Show)
19. "Stick 'Em Up" - 3:24 (Quarashi)
20. "Nothin' but a Good Time"- (Poison)
21. "Pitful-Blinside (3:11)